# Псематисменос
Псематисмѐнос (на гръцки: Ψεματισμένος) е село в Кипър, окръг Ларнака. Според статистическата служба на Република Кипър през 2001 г. селото има 179 жители.
Намира се на 2 km северозападно от Марони.